# Ermini
|  | Per a altres significats, vegeu «Ermini (heràldica)». |

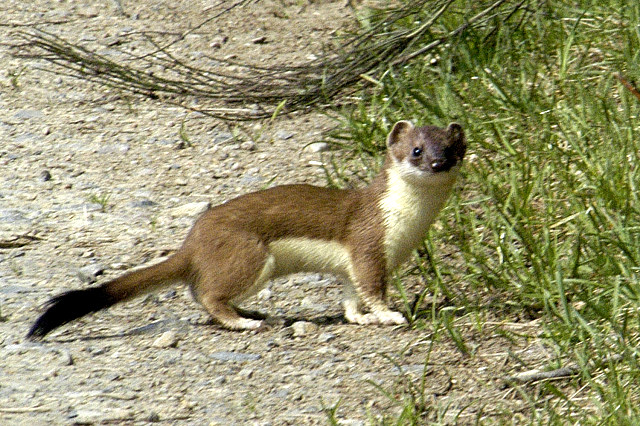
Exemplar fotografiat a la Regió de les Ardenes

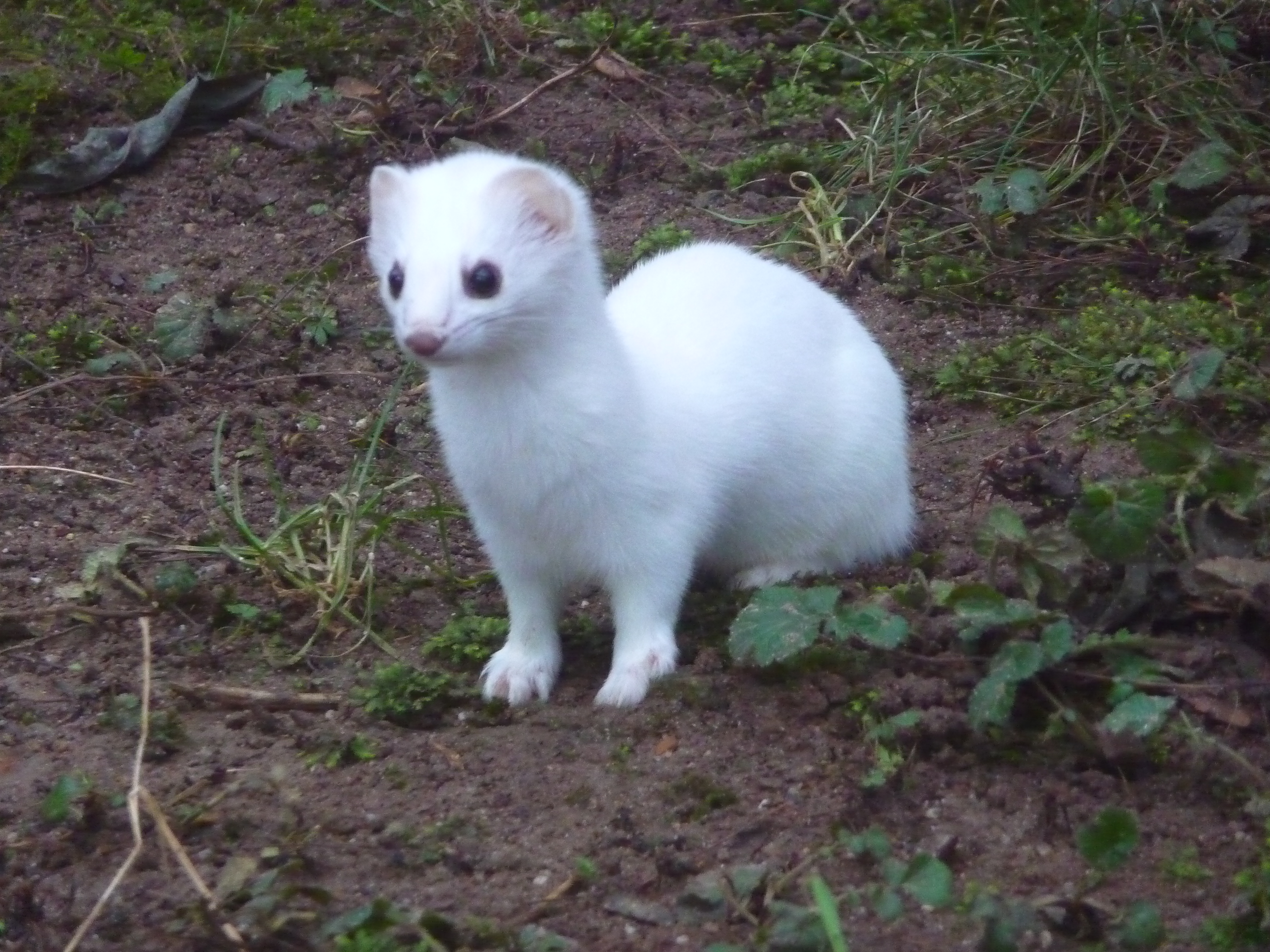
Un ermini blanc

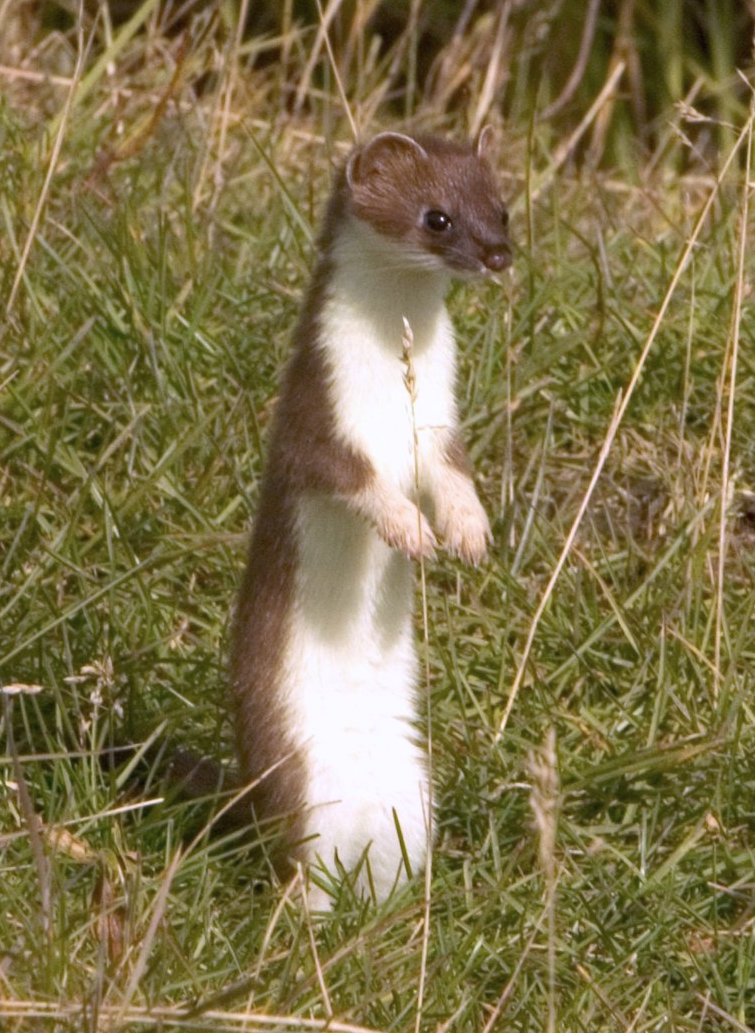
Un ermini, dret

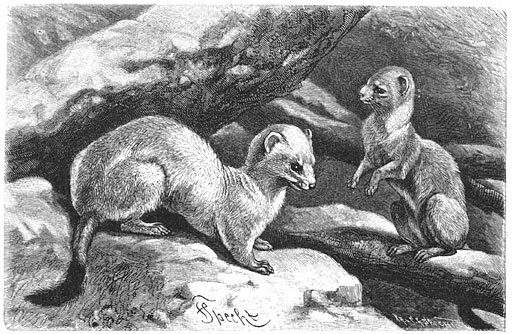
Il·lustració de l'any 1927

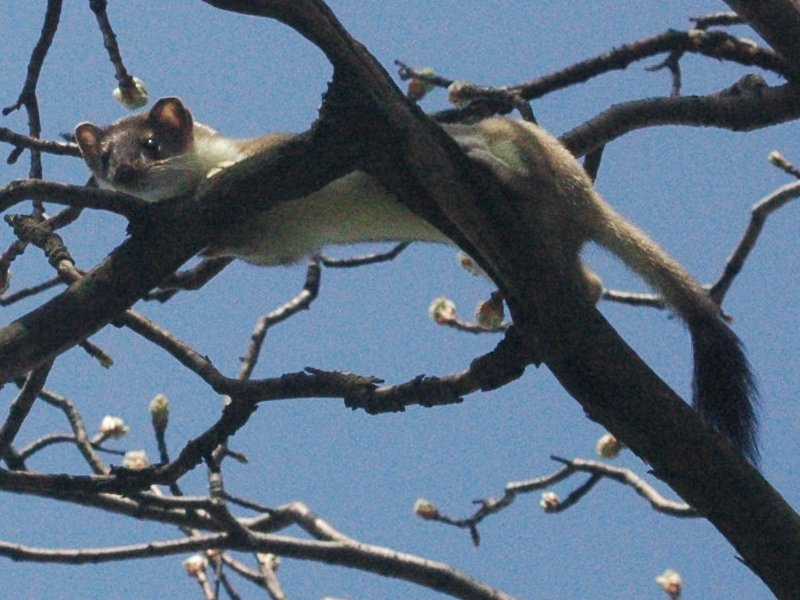
Exemplar fotografiat a Eslovàquia

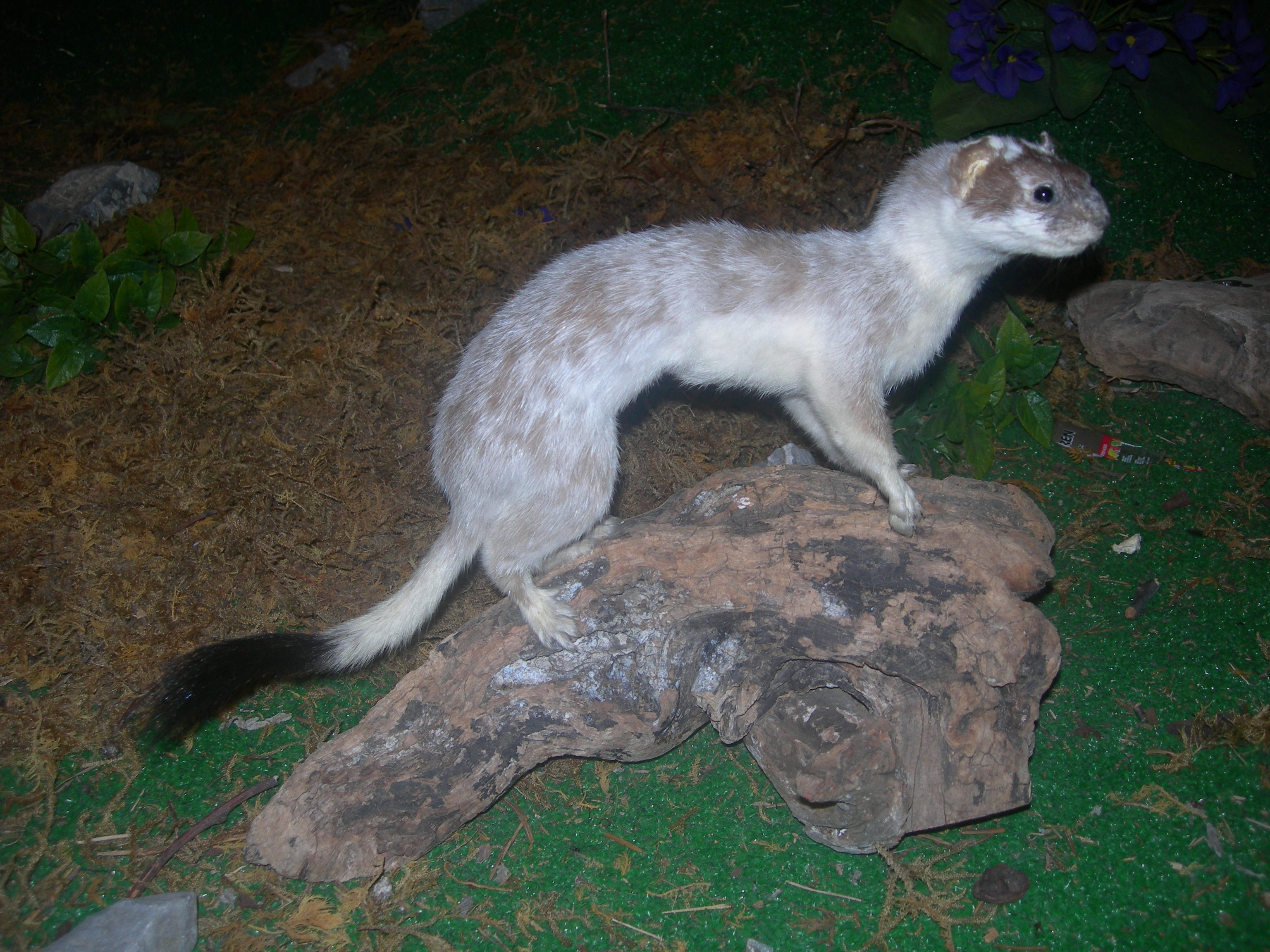
Un ermini dissecat

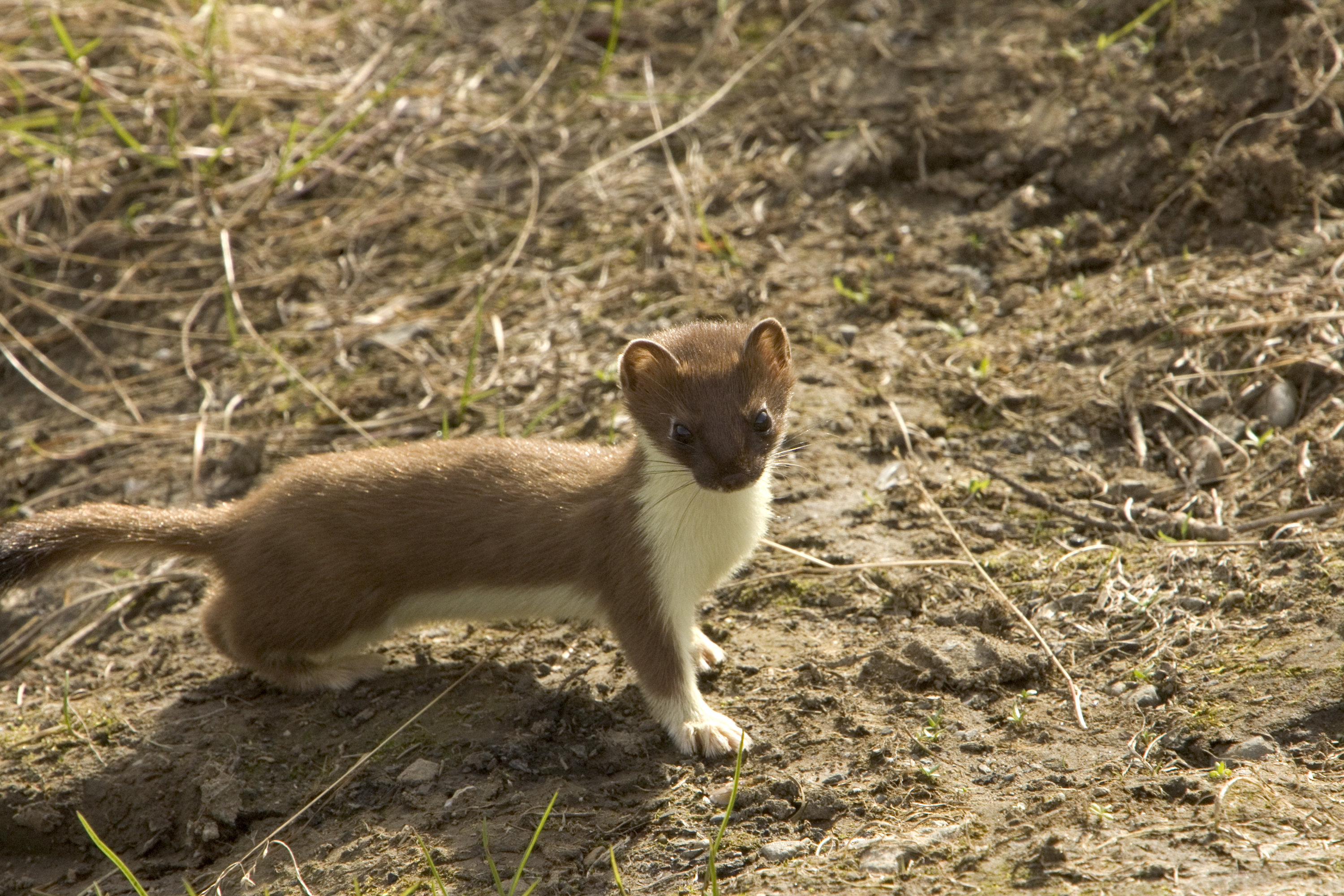
Exemplar amb el pelatge d'estiu

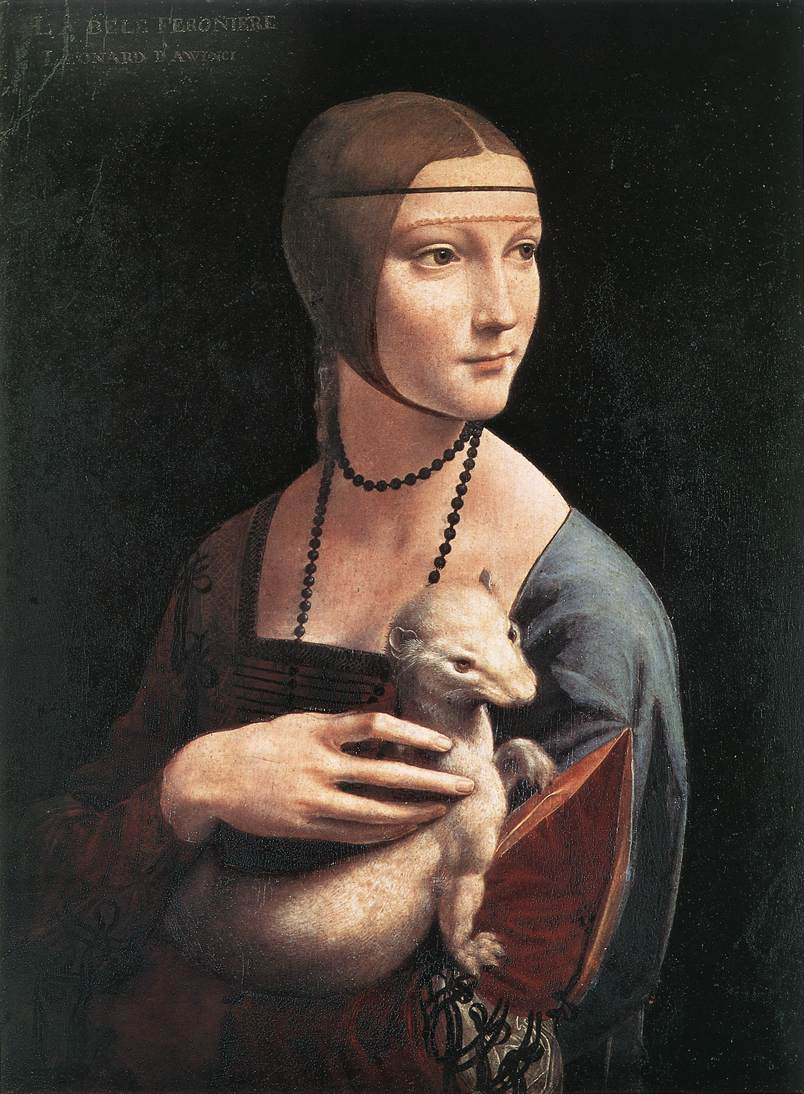
La dama de l'ermini de Leonardo da Vinci

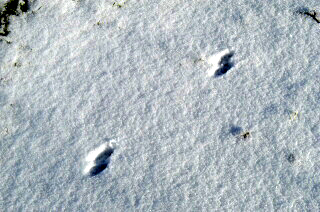
Petjades d'ermini a la part belga de la Regió de les Ardenes (50° 15′ 20″ N,5° 59′ 58″ E)

L'ermini (Mustela erminea) és un gènere de mamífers de l'ordre dels carnívors, de la família dels mustèlids, de pelatge blanc a l'hivern i vermellós groguenc a l'estiu, que és oriünda d'Europa, Àsia i Nord-amèrica i ha estat introduïda recentment a Nova Zelanda.

## Descripció
- Dimensions corporals: cap + cos (18-26 cm) i cua (6-10 cm).
- Pes: 100-320 g.
- El cos i el coll són allargats, les potes curtes i proveïdes d'ungles esmolades, cua mitjanament llarga i orelles petites i arrodonides.
- La coloració del pelatge varia amb les estacions. A l'estiu és bru per les parts dorsals i blanc per les ventrals, amb una línia recta i ben marcada que separa els dos colors. La cua és bruna tant per la part de sobre com per la de sota i té l'extrem de color negre. A l'hivern tot el pelatge es torna blanc -de vegades amb tints groguencs-, llevat de la punta de la cua, que continua negra, per això se'n diu aleshores mostela blanca a la Catalunya del Nord.
- Presenta dimorfisme sexual: els mascles són, aproximadament, dues vegades més grans que les femelles.[3]

## Subespècies[4]
- Mustela erminea aestiva (Kerr, 1792).[5] Alemanya[6]
- Mustela erminea alascensis (Merriam, 1896).[7] Alaska[6]
- Mustela erminea anguinae (Hall, 1932).[8] Illa de Vancouver (Nord-amèrica)[6]
- Mustela erminea arctica (Merriam, 1896).[9] Regions àrtiques d'Alaska i del Canadà[6]
- Mustela erminea augustidens (Brown, 1908).[10]
- Mustela erminea bangsi (Hall, 1945).[11] Nord-amèrica: Manitoba, Dakota del Nord, Minnesota, Wisconsin, Michigan i Iowa[6]
- Mustela erminea celenda (Hall, 1944)[12] Alaska[6]
- Mustela erminea cigognanii (Bonaparte, 1838).[13] Nord-amèrica: Connecticut, Pennsilvània, Ohio, Quebec i Ontario[6]
- Mustela erminea erminea (Linnaeus, 1758).[14] Euràsia[6]
- Mustela erminea fallenda (Hall, 1945).[15] Colúmbia Britànica, Nord-amèrica[6]
- Mustela erminea ferghanae (Thomas, 1895).[16] Turquestan[6]
- Mustela erminea gulosa (Hall, 1945).[17] Serralada de les Cascades (Nord-amèrica)[6]
- Mustela erminea haidarum (Preble, 1898).[18] Illes de la Reina Carlota (Colúmbia Britànica, Canadà)[6]
- Mustela erminea hibernica (Thomas i Barrett-Hamilton, 1895).[19] Irlanda[6]
- Mustela erminea initis (Hall, 1945).[20] Alaska[6]
- Mustela erminea invicta (Hall, 1945).[21] Nord-amèrica: Muntanyes Rocoses (Alberta, Colúmbia Britànica, Washington, Idaho i el nord-oest de Montana)[6]
- Mustela erminea kadiacensis (Merriam, 1896).[22] Illa Kodiak (Alaska)[6]
- Mustela erminea kaneii (Baird, 1857)[23] Nord-amèrica[24]
- Mustela erminea karaginensis (Jurgenson, 1936).[25] Kamtxatka[6]
- Mustela erminea lymani (Hollister, 1912).[26] Sibèria[6]
- Mustela erminea martinoi (Ellerman and Morrison-Scott, 1951).[27] Euràsia[28]
- Mustela erminea minima (Cavazza, 1912).[29] Europa[30]
- Mustela erminea mongolica (Ogniov, 1928).[31] Massís de l'Altai[6]
- Mustela erminea muricus (Bangs, 1899).[32] Nord-amèrica: Colorado, el sud-oest de Montana, Idaho, Washington, Nou Mèxic i Nevada.[6]
- Mustela erminea nippon (Cabrera, 1913).[33] Honshu, Japó[6]
- Mustela erminea ognevi (Jurgenson, 1932).[34] Euràsia[6]
- Mustela erminea olympica (Hall, 1945).[35] Estat de Washington, Estats Units[6]
- Mustela erminea polaris (Barrett-Hamilton, 1904).[36] Groenlàndia[6]
- Mustela erminea richardsonii (Bonaparte, 1838).[37] Nord-amèrica: Yukon, Badia de Hudson, Terranova, Nova Escòcia, Quebec, Ontario, Manitoba, Saskatchewan, Alberta i Colúmbia Britànica[6]
- Mustela erminea ricinae (Miller, 1907).[38] Illa d'Islay (Hèbrides Interiors, Escòcia)[6]
- Mustela erminea salva (Hall, 1944).[39] Alaska[6]
- Mustela erminea seclusa (Hall, 1944).[40] Alaska[6]
- Mustela erminea semplei (Sutton and Hamilton, 1932).[41] Badia de Hudson, Nord-amèrica[6]
- Mustela erminea stabilis (Barrett-Hamilton, 1904)[42] Anglaterra[6]
- Mustela erminea streatori (Merriam, 1896).[43] Washington, Oregon i Califòrnia, Estats Units[6]
- Mustela erminea teberdina (Korneev, 1941).[44] Caucas[6]
- Mustela erminea tobolica (Ogniov, 1923).[45] Sibèria[46]

## Reproducció
Les femelles produeixen només una ventrada a l'any (composta per 4-9 cries de mitjana, tot i que pot oscil·lar entre 3 i 18). Les cries (cegues i cobertes d'un pèl blanc fi) neixen a l'abril o el maig després d'un període de gestació d'aproximadament 280 dies. Creixen ràpidament i són capaces de caçar amb llur mare vers la vuitena setmana d'edat. L'èxit reproductiu és molt dependent de la disponibilitat d'aliment.

## Alimentació
És un carnívor especialitzat en petits vertebrats de sang calenta (preferentment mamífers de la mida d'un conill o més petits) que caça, sobretot, a la nit. També menja ocells, ous, granotes, peixos i insectes. En els climes freds, caça freqüentment sota la neu i sobreviu exclusivament amb petits rosegadors i lemmings. Els seus aguts sentits li ajuden a localitzar les seus preses. Així, detecta les llebres i d'altres rosegadors mitjançant l'olor, els insectes pel so i els peixos per la vista.

## Depredadors
És depredat per les guineus (la guineu roja, Vulpes vulpes, i la guineu grisa Urocyon cinereoargenteus, per exemple), la marta nord-americana (Martes americana), la marta pescadora (Martes pennanti), el toixó americà (Taxidea taxus), els ocells rapinyaires (Accipitridae) i, de vegades també pels gats domèstics (Felis silvestris).

## Hàbitat
Prats d'alta muntanya, preferentment propers a un riu o un rierol i amb roques on es pugui amagar. També ocupa boscos de pi negre i d'avet no gaire densos. No és estrany veure'l rondar a prop dels refugis de muntanya o de les estacions d'esquí, on va a cercar menjar entre les deixalles.

## Distribució geogràfica
L'ermini és originari d'Europa, Àsia i Amèrica del Nord, però també fou introduït a Nova Zelanda.
Més específicament, és autòcton de l'Afganistan, Albània, Andorra, Àustria, l'Azerbaidjan, Belarús, Bèlgica, Bòsnia i Hercegovina, Bulgària, el Canadà, la Xina, Croàcia, Txèquia, Dinamarca, Estònia, Finlàndia, França, Geòrgia, Alemanya, Grècia, Hongria, l'Índia, Irlanda, Itàlia, el Japó, el Kazakhstan, el Kirguizstan, Liechtenstein, Lituània, Letònia, Luxemburg, Macedònia del Nord, Moldàvia, Mongòlia, Montenegro, els Països Baixos, Noruega, el Pakistan, Polònia, Romania, Rússia, Sèrbia, Eslovàquia, Eslovènia, Suècia, Suïssa, el Tadjikistan, Turquia, Ucraïna, el Regne Unit, els Estats Units i l'Uzbekistan, mentre que a Nova Zelanda i a la península Ibèrica fou introduït.

## Costums
- Es mou amb salts ràpids, canviant de direcció amb facilitat i parant-se bruscament. Quan corre porta l'esquena arquejada, i quan s'atura per observar els voltants es posa dret sobre les potes del darrere, semblantment a com ho fa la mostela.
- Solitari, se'l pot veure actiu tant durant el dia com a la nit.

## Longevitat
La mitjana de la seva esperança de vida és d'1-2 anys, tot i que n'hi ha individus que poden arribar als 7 anys.

## Espècies semblants
Amb el pelatge d'estiu es pot confondre amb la mostela, que és, però, més petita i no presenta la taca negra a la punta de la cua.